# Wroot
Wroot – wieś w Anglii, w hrabstwie ceremonialnym Lincolnshire, w dystrykcie (unitary authority) North Lincolnshire. Leży 42 km na północny zachód od Lincoln i 231 km na północ od Londynu.